# Morro Norte (Velas)

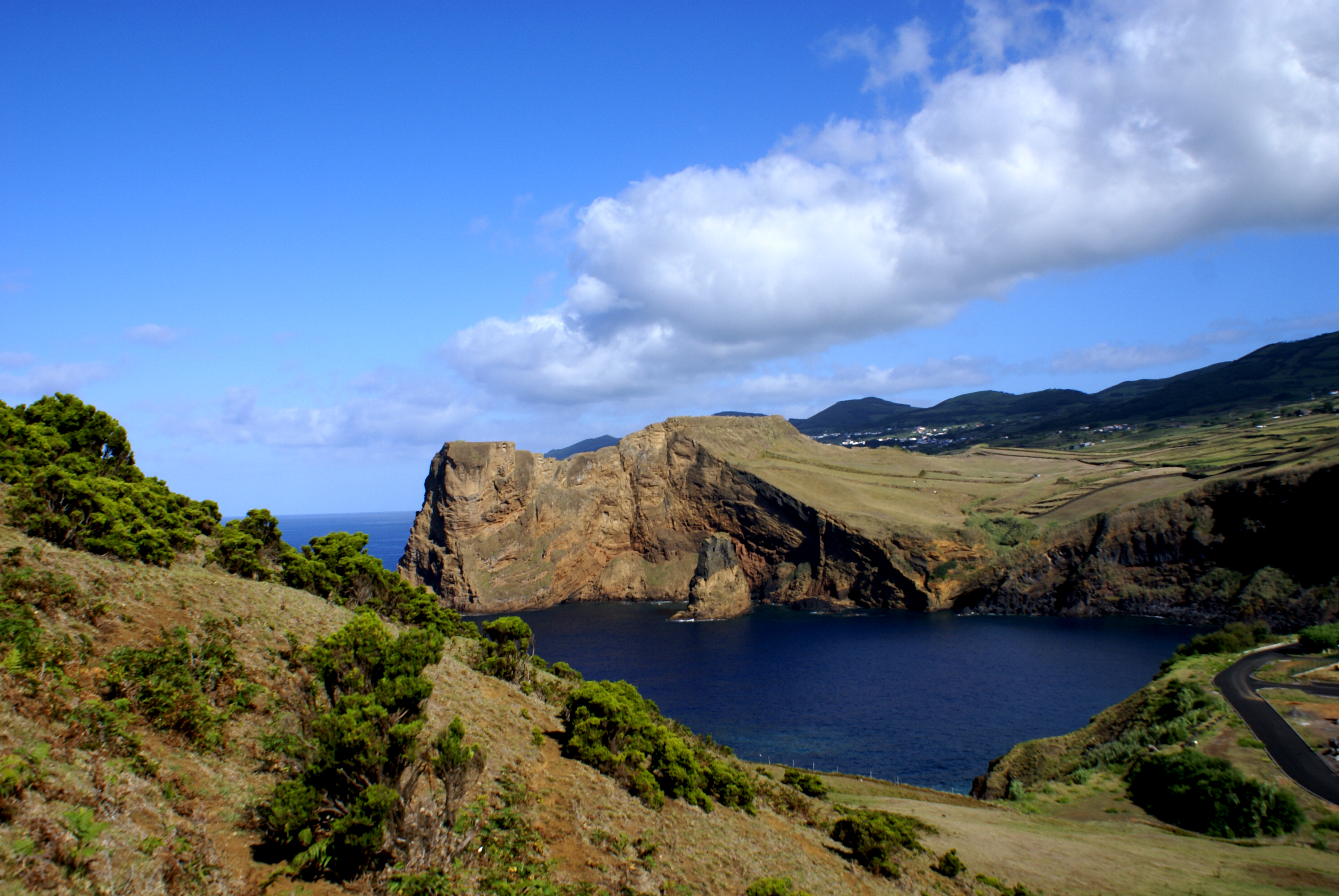
Morro das Velas, Baía.

O Morro Norte (Velas) é um promontório localizado no Oceano Atlântico junto à costa da ilha de São Jorge, no concelho de Velas arquipélago dos Açores.
Encontra-se nas coordenadas geográficas de Latitude 38º41.70N e Longitude 28º13.92'W.

## Formação geológica e descrição
Apresenta-se com uma formação geológica em que o fundo é constituído por escoadas lávicas de natureza basáltica muito antigas sobre as quais e devido a uma erupção submarina também antiga se formaram grandes tufos palagoníticos que se elevam até à costa. Os tufos subaquáticos encontram-se recobertos por blocos de grande dimensão também compostos por tufos palagoníticos e grande quantidade de calhau rolado de variadas dimensões.
Surgem também alguns depósitos arenosos depositados em zonas mais fundas ou protegidas das correntes marinhas.
Esta formação apresenta uma profundidade variada, apresentando no entanto uma profundidade que ronda os 18 metros como cota média.
O acesso à zona do Morros Norte (Velas) é feito predominantemente por mar embora exista um acesso por terra que no entanto se apresenta como muito difícil.
Não se encontra a grande distância do Porto das Velas, uma vez que está a uma milha náutica do mesmo. E é uma zona utilizada para a realização de mergulho predominantemente diurno, e como se trata de uma zona de águas geralmente calmas não oferece perigo.
Esta formação apresenta-se com uma paisagem muito variada tanto dentro como fora da água.

## Fauna e flora característica
A Flora e Fauna dominante deste baixa é a Stypopodium zonale, Corallina officinalis, Asparagopsis armata, Lagosta, Bodião e Moreia, além de Thorogobius ephippiatus, e de grandes cardumes de Chicharro. Surge ainda uma enorme variedade de fauna e flora marinha em que convivem mais de 104 espécies diferentes, sendo de 10.6 o Índice de Margalef.

## Faunaefloraobservável
- Água-viva (Pelagia noctiluca),
- Alga vermelha (Asparagopsis armata),
- Alga castanha (Dictyota dichotoma),
- Alga Roxa - (Bonnemaisonia hamifera).
- Anêmona-do-mar (Alicia mirabilis),
- Alface do mar (Ulva rígida)
- Ascídia-flor (Distaplia corolla),
- Boga (Boops boops),
- Bodião (labrídeos),
- Caravela-portuguesa (Physalia physalis),
- Chicharro (Trachurus picturatus).
- Craca - (Megabalanus azoricus).
- Estrela-do-mar (Ophidiaster ophidianus),
- Garoupa (serranídeos),
- Lapa - (Docoglossa),
- Musgo (Pterocladiella capillacea),
- Ouriço-do-mar-negro (Arbacia lixula),
- Ouriço-do-mar-roxo - (Strongylocentrotus purpuratus),
- Peixe-cão (Bodianus scrofa),
- Peixe-porco (Balistes carolinensis),
- Peixe-balão (Sphoeroides marmoratus),
- Peixei-rei (Coris julis),
- Polvo (Octopus vulgaris),
- Pomatomus saltator
- Ratão (Taeniura grabata),
- Salmonete (Mullus surmuletus),
- Solha (Bothus podas maderensis),
- Sargo (Dictyota dichotoma),
- Tartaruga-careta - (Caretta caretta),
- Zonaria flava